# Crippled Inside
"Crippled Inside" är en låt från 1971 som är skriven och framförd av John Lennon från hans album Imagine. Låtens musikstil är countryrock.